# Phyllanthus angustissimus
Phyllanthus angustissimus är en emblikaväxtart som beskrevs av Johannes Müller Argoviensis. Phyllanthus angustissimus ingår i släktet Phyllanthus och familjen emblikaväxter. Inga underarter finns listade i Catalogue of Life.